# انتحاء شمسي

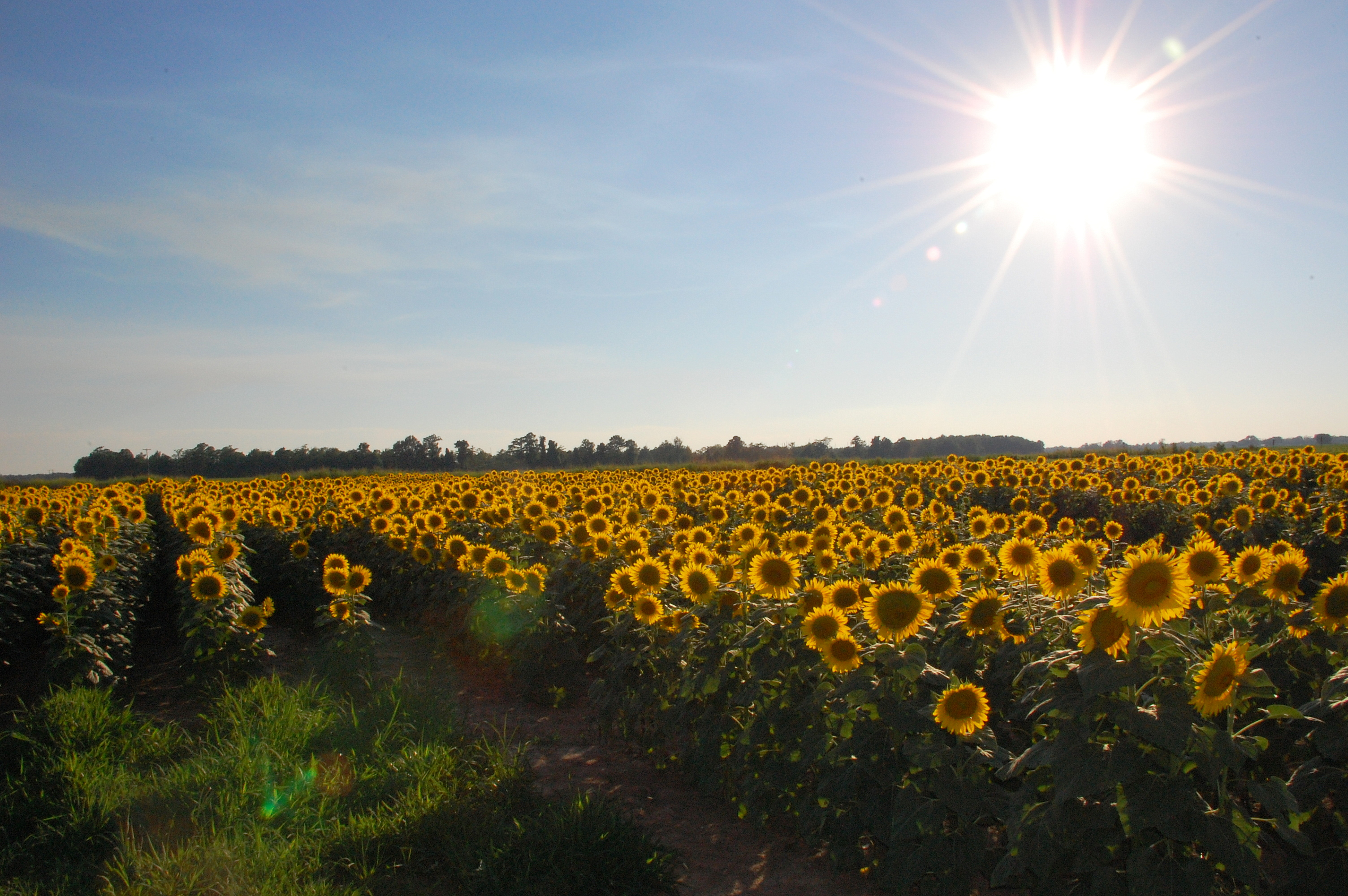

انتحاء شمسي أو انتحاء أرضى (بالإنجليزية: Heliotropism)‏ هي حركة نهارية أو حركة موسمية لأجزاء النبات (الزهور أو الأوراق) استجابة لاتجاه الشمس. كانت عادة حركة بعض النباتات تجاه الشمس معروف من قبل قدماء الإغريق. حيث انهم اطلقو هذه التسمية ( Heliotropium ) عليها وهي تعني (دور الشمس).